# Johann Christoph Salfeld
Johann Christoph Salfeld (* 28. April 1750 bei Uelzen; † 2. Dezember 1829 in Hannover) war ein deutscher evangelisch-lutherischer Theologe, Konsistorialdirektor und Abt im Kloster Loccum.

## Leben
Als Sohn eines Predigers in ärmlichen Verhältnissen aufgewachsen, studierte Salfeld in Göttingen. Anschließend arbeitete er zunächst als Hauslehrer in Hannover. Während dieser Zeit knüpfte er Kontakte mit dem Konsistorialrat Götten, der ihm 1774 zum Posten des Inspektors am hannoverschen Lehrerseminar verhalf. 1776 wurde er Kaplan an der Neustädter und 1781 Hofkaplan an der Schlosskirche. Als Gehilfe von Götte sammelte er erste Erfahrungen am Konsistorium. Durch ihn lernte er auch seine spätere Ehefrau aus dem Hause Ubbelohde kennen. Nach dem Tode Göttens wurde Salfeld 1783 zum Konsistorialassessor ernannt.
1787 gründete Salfeld eigenmächtig eine Hof-Schule für die „Söhne Königlicher Bediensteter“, wodurch sich ab 1890 schließlich nicht nur die heutige Wilhelm-Raabe-Schule entwickelte.

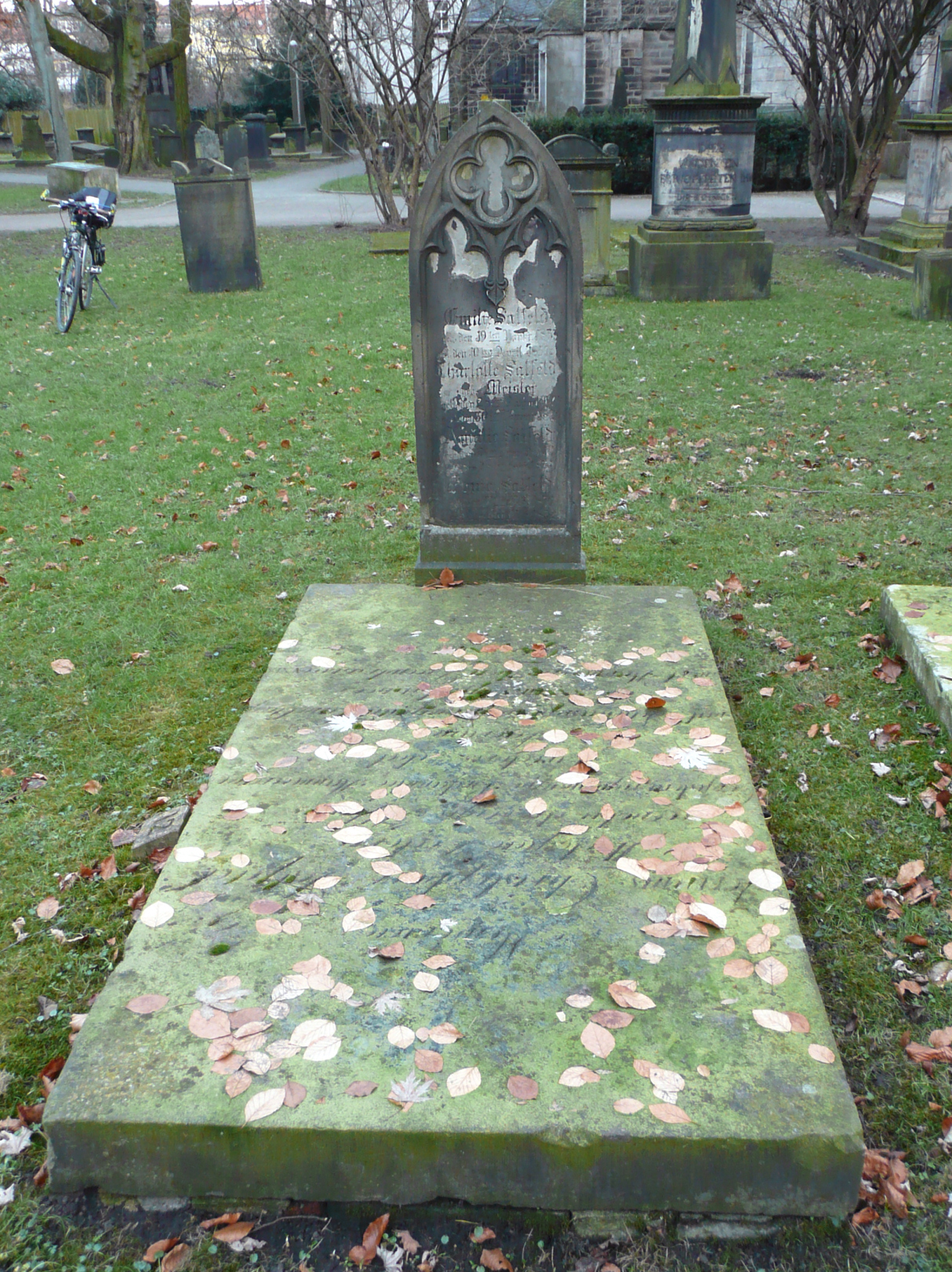
Grabmal Salfelds auf dem Gartenfriedhof

1789 wurde Salfeld Hofprediger und 1791 Kurator des Schullehrerseminars. Im selben Jahr wurde er außerdem Konsistorialrat und erlangte seinen Doktortitel in Theologie. Nach dem Tode des Abtes Christoph Heinrich Chappuzeau trat er zu Beginn des Jahres 1792 dessen Nachfolge im Kloster Loccum an. Während der Besetzung des Königreichs Hannover durch die Franzosen von 1803 bis 1813 wurde er zeitweise in der Festung Hameln gefangen gehalten. 1817 übernahm Salfeld nach dem Tode des Freiherrn von Arnswaldt den Posten des Direktors am Hannoverschen Konsistorium. Er wurde zum Ritter des Guelphen-Ordens ernannt und 1818 Kommandeur desselben. 1819 erfolgte seine Berufung in die Hannoversche Ständeversammlung. Salfeld starb am 2. Dezember 1829 im Alter von 80 Jahren.
Der Amtmann Carl Salfeld war sein Sohn.

## Schriften (Auswahl)
- Versuch eines faßlichen Unterrischts in der christlichen Glaubens- und Sitten-Lehre für Kinder unter zwölf Jahren, Hannover: Hellwing, 1787
- Geschichte des Königlichen Schullehrer-Seminarii und dessen Freyschule zu Hannover, Hannover: Schlüter; 1800; Digitalisat
- Beyträge zur Kenntniß und Verbesserung des Kirchen- und Schulwesens in den königlich Braunschweig-Lüneburgischen Churlanden, 7 Bände, Hannover: Hahn, 1800–1807
  - Bd. 5, 1804; Digitalisat
  - Bd. 6, 1805; Digitalisat
  - Bd. 7, 1807; Digitalisat
- Böttcher und Goetten, die Stifter des Hannoverschen Schullehrer-Seminarii / zwey biographische Versuche, Hannover: Hahn, 1802
- Sammlung zur Geschichte der königlich churfürstlichen Consistorii zu Hannover und zur Biographie des Dr. E. A. Heiliger, Hannover: 1803
- Johann Christoph Salfeld, Johann Philipp Trefurt: Neue Beiträge zur Kenntniß und Verbesserung des Kirchen- und Schulwesens, vorzüglich im Hannoverschen, 2 Bände, Hannover: Hahn, 1810
- Die verehrliche Waterloo-Commitee, welche die Unterstützung der im Feldzuge verwundeten Krieger und der nächsten Anverwandten der in demselben gebliebenen Militairs von der Englisch-Deutschen Legion menschenfreundlich ... sich interessirt, wünscht baldmöglichst nähere Nachrichten zu erhalten, was für verwundete Krieger ... einer verhältnißmäßigen Unterstützung bedürfen mögten .... [Hannover, den 20sten April 1816]. .... Dr. J. C. Saalfeld, Abt zu Loccum, [S.l.], 1816
- Post-Scriptum : Auch sind die Prediger zu erinnern, dahin zu sehen, daß bey dem täglichen Trauer-Geläute, welches wegen des erfolgten ... Todesfalles der allergnädigsten Königin Majestät mittelst Unsers Ausschreibens vom heutigen Tage angeordnet worden, die Glocken von den Läutern vorsichtig behandelt ... werden ... : Hannover den 28sten November 1818. / Königliche Großbritannisch-Hannoversche, zum Consistorio verordnete Director, Vice-Director, auch Consistorial- und Kirchen-Räthe. Dr. J. C. Salfeld, Einblattdruck, [Hannover], 1818
- Da es dem Allerhöchsten nach Seinem unerforschlichen Rathe und Willen gefallen hat, durch das am 17ten d. M. erfolgte ... Ableben der Allerdurchlauchtigsten Königin Majestät ... auch dieses Land in die tiefste und gerechteste Trauer zu versetzen, so ist höheren Orts verordnet, daß die anliegende Abkündigug in allen Kirchen des ganzen Landes ... abgelesen ... werde ... : Hannover den 28sten November 1818. / Königliche Großbritannisch-Hannoversche, zum Consistorio verordnete Director, Vice-Director, auch Consistorial- und Kirchen-Räthe. Dr. J. C. Salfeld, Einblattdruck, [Hannover], 1818
- Gott hat das theure Leben Unsers geliebtesten Königs, das von einer plötzlich und unerwartet Ihn betroffenen gefahrvollen Krankheit bedrohet ward, gnädig bewahrt. Dieser allmächtige Schutz ... fordert alle getreue Unterthanen zu einem vereinigten öffentlichen Dankopfer auf ... : Wir sind ... authorisirt, zu verfügen, daß das anliegende Dankgebet ... in allen Kirchen nach der Predigt von der Canzel andächtig abgelesen werde ... ; Hannover, den 3ten März 1820 / Königliche Großbritannisch-Hannoversche, zum Consistorio verordnete Director, Vice-Director, auch Consistorial- und Kirchen-Räthe. Dr. J. C. Salfeld, [Hannover], [1820]; Digitalisat der Gottfried Wilhelm Leibniz Bibliothek – Niedersächsische Landesbibliothek (GWLB)
- Wegen des am 29sten vorigen Monats erfolgten höchstbedauerlichen Ablebens unsers ... Königs, Georg des Dritten Majestät, ist höheren Orts verfüget worden, daß die anliegende Danksagung in allen Kirchen des ganzen Königreichs nach geschlossener Predigt gleich am nächsten Sonntage nach Erhaltung dieses Ausschreibens von allen Kanzeln öffentlich abgelesen werde ... : Hannover, den 8ten Februar 1820. Königliche Großbritannisch-Hannoversche, zum Consistorio verordnete Director, Vice-Director, auch Consistorial- und Kirchen-Räthe. Dr. J. C. Salfeld, [Hannover], [1820]; Digitalisat der GWLB